# Galeria Jurajska
Galeria Jurajska – centrum handlowo-rozrywkowe w Częstochowie wybudowane przez polskiego dewelopera Globe Trade Centre. Galeria została otwarta 3 października 2009 roku. Znajduje się przy al. Wojska Polskiego 207, w dzielnicy Stare Miasto. Na terenie galerii znajduje się ponad 200 sklepów, m.in. Zara, Stradivarius, Reserved, H&M, Empik, Intersport, Jysk, RTV Euro AGD, 8-salowe kino Cinema City, kawiarnie i restauracje oraz Biedronka (dawniej Alma Market). W pierwszym miesiącu od otwarcia galerię odwiedziło ponad 650 tys. klientów.
Galeria Jurajska została wybudowana w miejscu, gdzie pierwotnie znajdowała się założona w 1867 roku Fabryka Papieru i Młynów Walcowych Karola Ginsberga i Berka Kohna, od 1945 roku Częstochowska Papiernia. Obok Papierni płynął kanał Kohna, wybudowany w 1867 roku w ramach regulacji rzeki Warty i budowy młynów. Został zasypany gruzem ze zburzonych budynków papierni, a w jego miejscu znajduje się ulica Kanał Kohna.
We wrześniu 2018 r. w galerii otwarto ścianę wodną z zegarem mechanicznym. Ściana o powierzchni 100 m² i wysokości 15 m była w chwili otwarcia największą konstrukcją tego typu na świecie.

## Dane techniczne

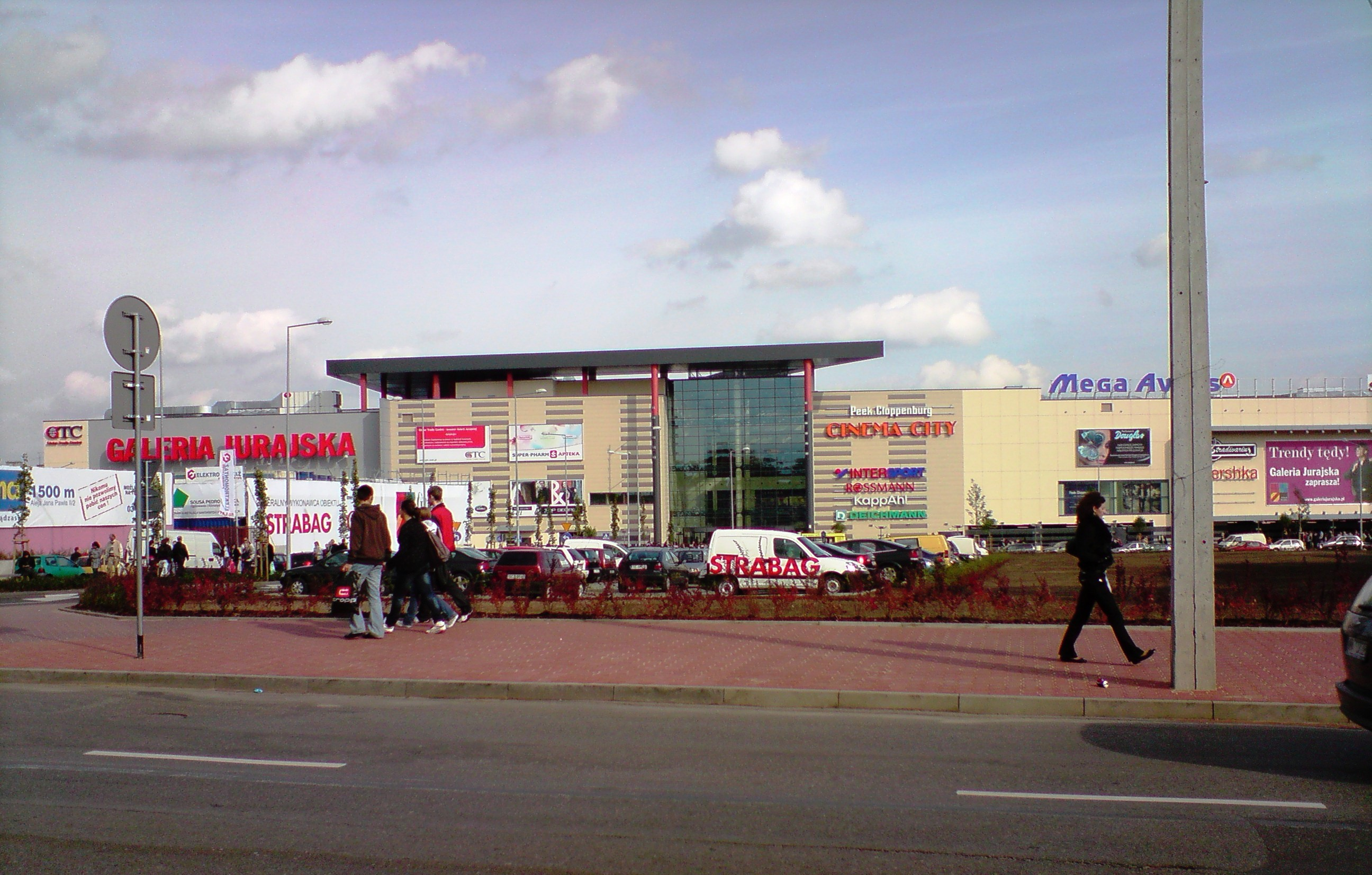
Galeria Jurajska widziana od strony ulicy Krakowskiej, widać szyldy nieistniejących już sklepów Peek&Cloppenburg, Kappahl i MegaAvans, a także stare logo

- całkowity koszt realizacji inwestycji: 140 mln euro (blisko 600 mln złotych)
- powierzchnia całkowita: 130 000 m²
- powierzchnia najmu: 49 000 m²
- kubatura: 870 000 m³
- wielkość działki: 8,5 ha
- wysokość obiektu: 22 m
- 2000 miejsc parkingowych
- wykonawca Strabag Sp. z o.o.
- Architekt APA Wojciechowski[3]